# Lars-Axel Johansson
Lars-Axel Johansson född 23 maj 1932, död 26 januari 1994 i Brämaregården Göteborg, var en svensk handbollsspelare.

## Klubblagskarriär
Under sina landslagsår spelade för Majornas IK. Under femtiotalet var inte Majornas IK en toppklubb inomhus men dominerade utomhus och Lars-Axel Johansson vann hela 6 SM-guld med Majornas IK. Det är inte helt klart när han började och slutade spela i Majornas IK. Enligt Majornas jubileumsskrift debuterade han i A-laget 1952-1953 och slutade spela 1961.

## Landslagskarriär
Enligt Handbollsboken spelade Lars-Axel Johansson 15 landskamper åren 1955-1960 medan han enligt Svenska handbollsförbundets sida bara spelade 8 landskamper alla inomhus. Detta uppkommer för att Lars-Axel Johansson var också landslagsspelare i utomhushandboll och den statistiken finns inte med på den nya statistiksidan. Inomhus debuterade Johansson 4 december 1955 mot Norge och spelade sista inomhusmatchen den 21 januari 1960 också mot Norge. Sammanlagt stod Johansson för 8 mål inomhus. Han spelade också för Sverige i utomhus VM  och vann ett VM-brons med svenska laget 1959. Han spelade fyra matcher i VM utomhus 1959 och ytterligare 2 träningsmatcher före VM så 6 av hans 7 utomhuslandskamper spelade han 1959. Han var försvarsspelare och stod för 2 mål utomhus.